# 尾鷲市立天文科学館
尾鷲市立天文科学館（おわせしりつてんもんかがくかん）は三重県尾鷲市の中心にある中村山公園に建つ天文学をテーマとする博物館相当施設。

## 概要
1990年（平成2年）に、ふるさと創生事業を利用してオープンした鉄筋コンクリート造2階建ての博物館である。中村山公園内にあり、この場所はかつての中村山城の二の丸にあたる場所である。
2010年（平成22年）12月17日に尾鷲市が三重大学教育学部と地域連携協力に関する協定を締結したことにより、同学がこの施設で天体観測実習等を行うことになった。

## アクセス
- JR東海紀勢本線尾鷲駅より南東へ約300m

## 周辺
- 尾鷲市役所
- 尾鷲簡易裁判所
- 尾鷲市立尾鷲小学校
- 尾鷲市立図書館
- 尾鷲市体育文化会館
- 国道42号
- 尾鷲駅
- 尾鷲郵便局
- 尾鷲港

## ギャラリー

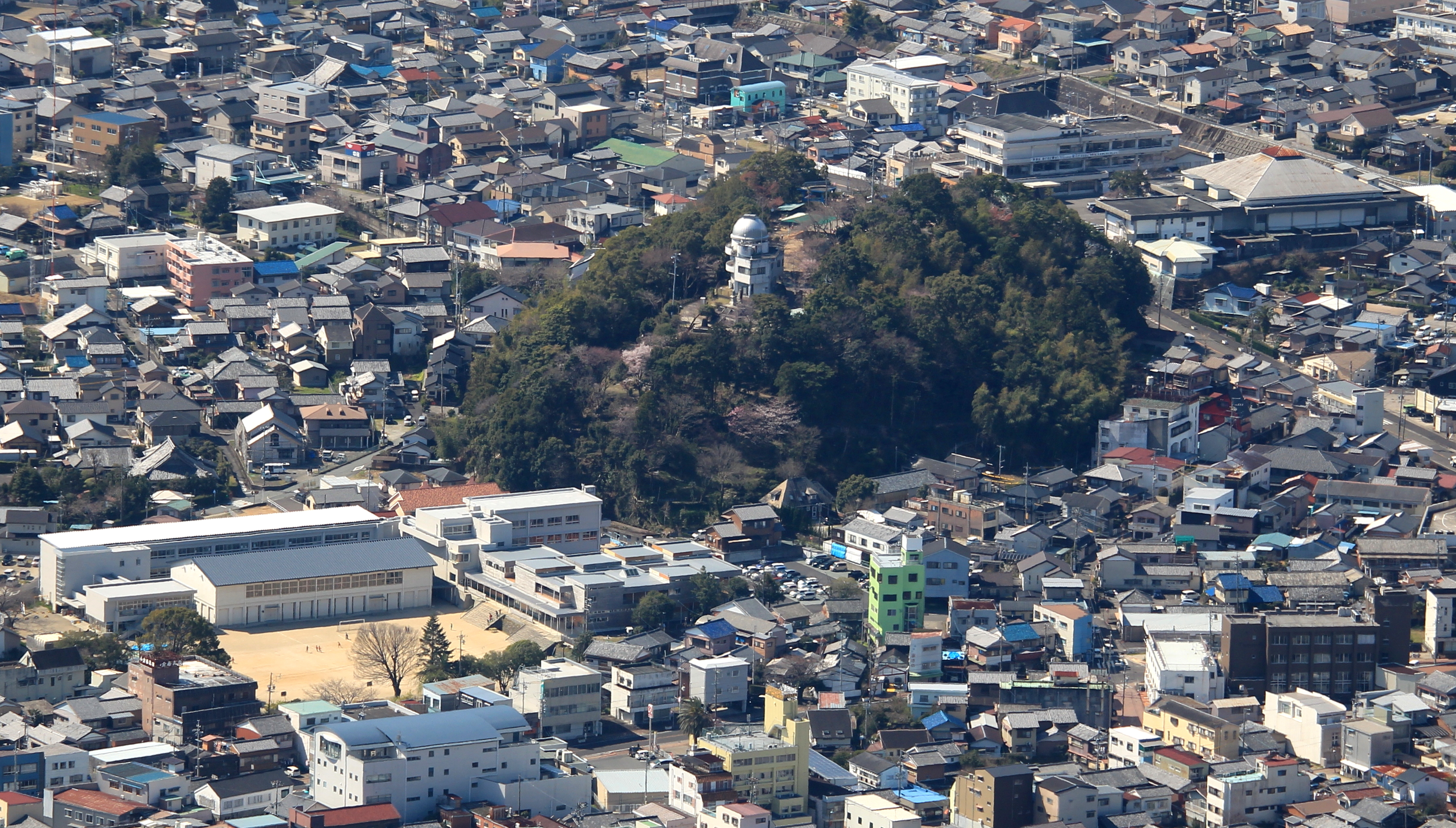
中村山城跡の中村山公園とその周辺
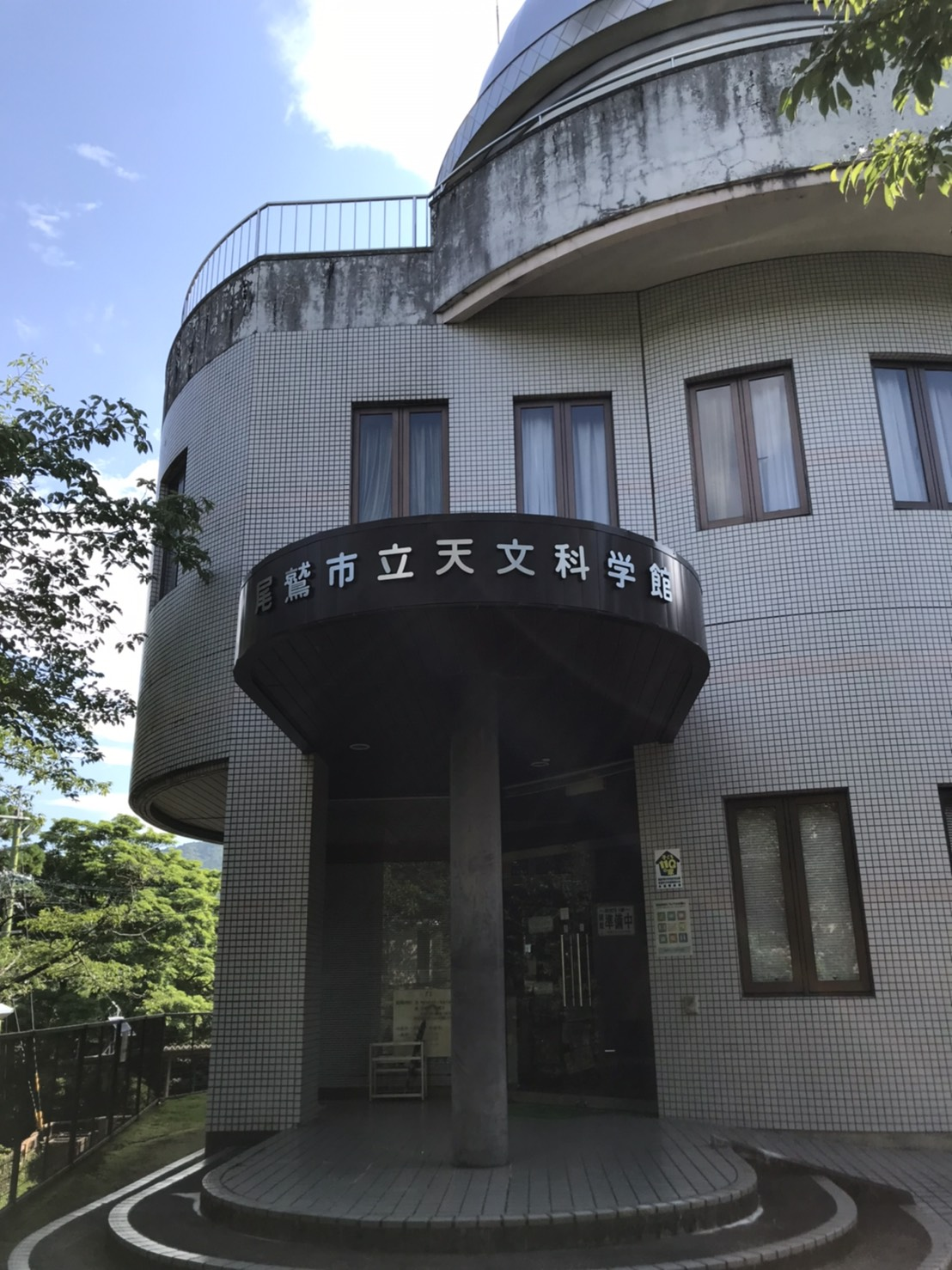
施設入口
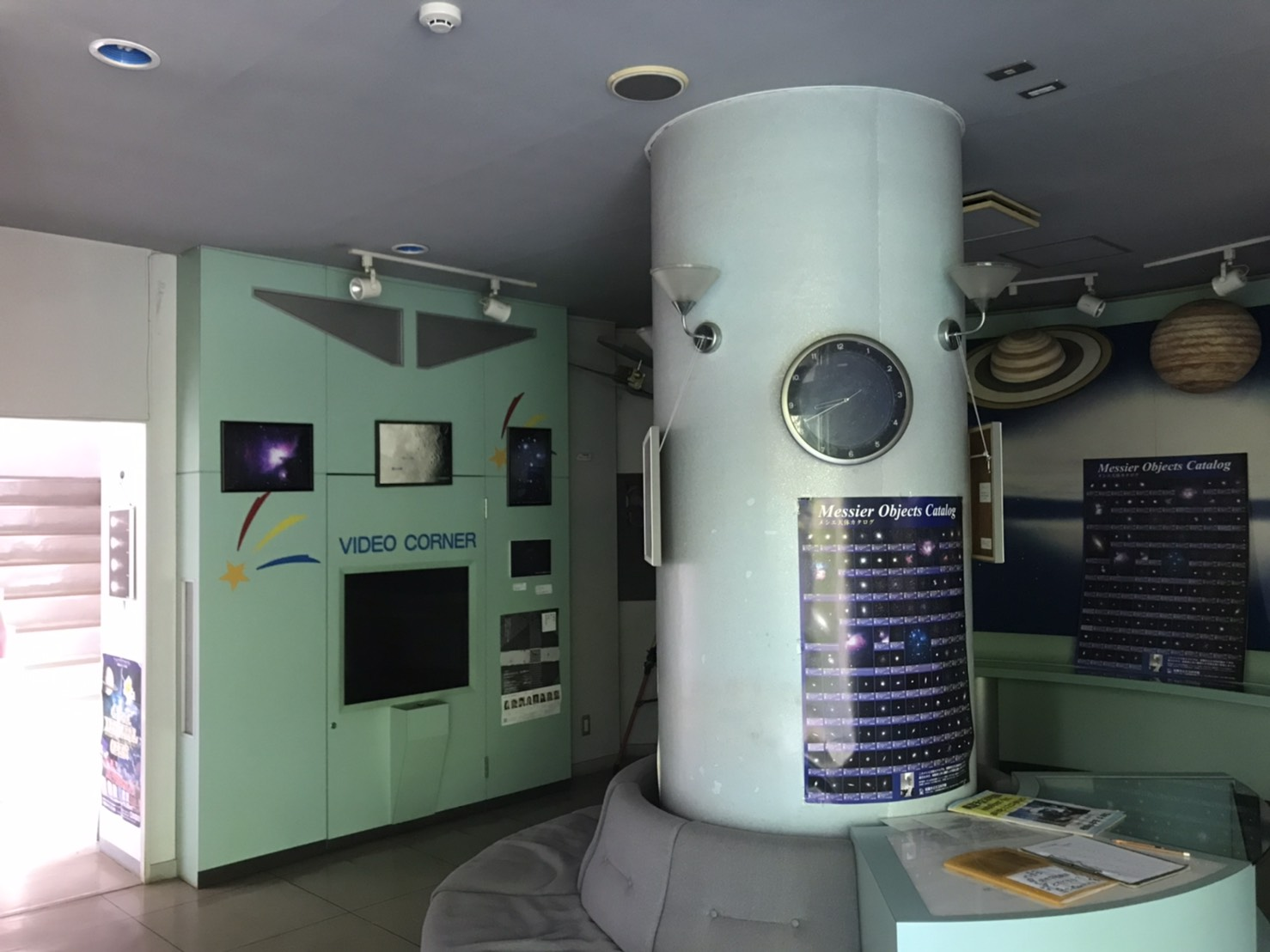
施設内部